# Hockey Pro League 2020 (mannen)
De Hockey Pro League voor mannen werd in 2020 voor de tweede keer gehouden. Het toernooi ging in januari 2020 van start en zou aanvankelijk tot juni 2020 lopen. Door de coronapandemie en de daarmee samenhangende reisbeperkingen was het niet mogelijk alle wedstrijden voor de geplande einddatum te spelen en besloot de Internationale Hockey Federatie (FIH), in samenspraak met de deelnemende nationale hockeybonden, het toernooi te verlengen tot juni 2021. De uitgestelde wedstrijden werden zoveel mogelijk geherprogrammeerd in overeenstemming met de wisselende reisbeperkingen in de verschillende landen. Op 28 mei 2021 maakte de FIH bekend dat alleen nog de wedstrijden van 30 mei en 26/27 juni zouden worden gespeeld en de overige 22 wedstrijden definitief werden afgelast.  Omdat van de 70 geplande wedstrijden er 22 werden afgelast en omdat niet alle teams hetzelfde aantal wedstrijden hadden kunnen spelen, werd de einduitslag van het toernooi vastgesteld op basis van het behaalde puntenpercentage. 
Wijzigingen ten opzichte van de vorige editie
Ten opzichte van de eerste editie van de Hockey Pro League was er geen afsluitend finaletoernooi. De landen speelden nog steeds twee keer tegen elkaar, maar deden dat of thuis, of uit. Bij de volgende editie van de Hockey Pro League wordt dit omgedraaid.

## Deelnemende landen
De negen deelnemende landen werden in 2017 aangewezen door de FIH. Pakistan (enkel met het mannenteam vertegenwoordigd), werd tijdens de eerste editie geschorst nadat het bij de eerste drie wedstrijden niet was komen opdagen. India werd vanaf 2020 als vervanger aangewezen.

## Opzet
De negen landen spelen twee keer binnen een kort tijdsbestek tegen elk ander land; of thuis, of uit. De wedstrijden worden gespeeld van januari tot juni. Het land dat in de groep bovenaan eindigt, is de winnaar. 
Deelnemende landen
- Argentinië
- Australië
- België
- Duitsland
- Groot-Brittannië
- India
- Nederland
- Nieuw-Zeeland
- Spanje

## Uitslagen
Alle tijden zijn locale tijden.
| Team             | GS | W | SOW | SOL | V | DV | DT | +/− | PTC  |
| ---------------- | -- | - | --- | --- | - | -- | -- | --- | ---- |
| België           | 14 | 9 | 2   | 1   | 2 | 40 | 26 | +14 | 76,2 |
| Australië        | 10 | 5 | 1   | 3   | 1 | 36 | 23 | +13 | 66,7 |
| Duitsland        | 10 | 5 | 2   | 0   | 3 | 26 | 23 | +3  | 63,3 |
| India            | 8  | 3 | 3   | 0   | 2 | 22 | 17 | +5  | 62,5 |
| Nederland        | 12 | 5 | 2   | 2   | 3 | 32 | 29 | +3  | 58,3 |
| Groot-Brittannië | 12 | 4 | 0   | 3   | 5 | 25 | 25 | 0   | 41,7 |
| Argentinië       | 12 | 2 | 1   | 3   | 6 | 26 | 35 | −9  | 30,6 |
| Nieuw-Zeeland    | 10 | 2 | 1   | 0   | 7 | 18 | 34 | −16 | 26,7 |
| Spanje           | 12 | 2 | 1   | 1   | 8 | 23 | 36 | −13 | 25,0 |

| 18 januari 2020 19:00                              |         |                             |                                                                                              |
| India                                              | 5–2     | Nederland                   | Kalinga Stadium, Bhubaneswar Scheidsrechters: Gareth Greenfield (NZL) Rawi Anbananthan (MAS) |
| Gurjant 1' Rupinder 12', 46' Mandeep 34' Lalit 36' | verslag | Janssen 14' Hertzberger 28' | Kalinga Stadium, Bhubaneswar Scheidsrechters: Gareth Greenfield (NZL) Rawi Anbananthan (MAS) |

| 19 januari 2020 17:00                        |         |                                                   |                                                                                          |
| India                                        | 3–3     | Nederland                                         | Kalinga Stadium, Bhubaneswar Scheidsrechters: Rawi Anbananthan (MAS) Sean Rapaport (RSA) |
| Lalit 25' Mandeep 51' Rupinder 55'           | verslag | Van der Weerden 23' Hertzberger 26' Kellerman 27' | Kalinga Stadium, Bhubaneswar Scheidsrechters: Rawi Anbananthan (MAS) Sean Rapaport (RSA) |
| Shoot-out                                    |         |                                                   | Kalinga Stadium, Bhubaneswar Scheidsrechters: Rawi Anbananthan (MAS) Sean Rapaport (RSA) |
| Harmanpreet Vivek Rupinder Gurjant Akashdeep | 3–1     | Hertzberger Schuurman Brinkman Pruyser            | Kalinga Stadium, Bhubaneswar Scheidsrechters: Rawi Anbananthan (MAS) Sean Rapaport (RSA) |

| 24 januari 2020 11:00                |         |                         |                                                                                       |
| Spanje                               | 2–2     | Duitsland               | Estadio Betero, Valencia Scheidsrechters: Coen van Bunge (NED) Jonas van 't Hek (NED) |
| Alegre 11' Quemada 38'               | verslag | Rühr 3', 57'            | Estadio Betero, Valencia Scheidsrechters: Coen van Bunge (NED) Jonas van 't Hek (NED) |
| Shoot-out                            |         |                         | Estadio Betero, Valencia Scheidsrechters: Coen van Bunge (NED) Jonas van 't Hek (NED) |
| Iglesias Oliva Lleonart Alegre Romeu | 3–4     | Rühr Hauke Wellen Fuchs | Estadio Betero, Valencia Scheidsrechters: Coen van Bunge (NED) Jonas van 't Hek (NED) |

| 25 januari 2020 13:00 |         |                                                       |                                                                                   |
| Spanje                | 1–5     | Duitsland                                             | Estadio Betero, Valencia Scheidsrechters: Jonas van 't Hek (NED) Bruce Bale (ENG) |
| Miralles 45'          | verslag | Rühr 13' Oruz 32' Miltkau 56' Windfeder 59' Staib 60' | Estadio Betero, Valencia Scheidsrechters: Jonas van 't Hek (NED) Bruce Bale (ENG) |

| 25 januari 2020 18:30     |         |                                                   |                                                                                                  |
| Australië                 | 2–2     | België                                            | Sydney Olympic Park Hockey Centre, Sydney Scheidsrechters: Raghu Prasad (IND) Simon Taylor (NZL) |
| Hayward 49' Craig 51'     | verslag | Briels 18' Denayer 59'                            | Sydney Olympic Park Hockey Centre, Sydney Scheidsrechters: Raghu Prasad (IND) Simon Taylor (NZL) |
| Shoot-out                 |         |                                                   | Sydney Olympic Park Hockey Centre, Sydney Scheidsrechters: Raghu Prasad (IND) Simon Taylor (NZL) |
| Brand Ogilvie Craig Swann | 2–4     | Van Aubel De Sloover Gougnard Wegnez A. Van Doren | Sydney Olympic Park Hockey Centre, Sydney Scheidsrechters: Raghu Prasad (IND) Simon Taylor (NZL) |

| 26 januari 2020 17:30 |         |                                                   |                                                                                                  |
| Australië             | 2–4     | België                                            | Sydney Olympic Park Hockey Centre, Sydney Scheidsrechters: Raghu Prasad (IND) Simon Taylor (NZL) |
| Sharp 42' Hayward 60' | verslag | Hendrickx 13', 25' Plennevaux 56' Stockbroekx 58' | Sydney Olympic Park Hockey Centre, Sydney Scheidsrechters: Raghu Prasad (IND) Simon Taylor (NZL) |

| 31 januari 2020 11:00 |         |                                  |                                                                                      |
| Spanje                | 3–4     | Nederland                        | Estadio Betero, Valencia Scheidsrechters: Christian Blasch (GER) Sean Rapaport (RSA) |
| Romeu 5', 37', 58'    | verslag | Janssen 2', 48', 50' De Geus 15' | Estadio Betero, Valencia Scheidsrechters: Christian Blasch (GER) Sean Rapaport (RSA) |

| 1 februari 2020 13:00    |         |                                                            |                                                                                    |
| Spanje                   | 2–4     | Nederland                                                  | Estadio Betero, Valencia Scheidsrechters: Ben Göntgen (GER) Christian Blasch (GER) |
| Miralles 44' Sánchez 59' | verslag | Janssen 27' Brinkman 36' Van der Weerden 45' Kellerman 50' | Estadio Betero, Valencia Scheidsrechters: Ben Göntgen (GER) Christian Blasch (GER) |

| 1 februari 2020 16:00                            |         |                                                   | |
| Australië                                        | 4–4     | Groot-Brittannië                                  | Sydney Olympic Park Hockey Centre, Sydney Scheidsrechters: David Tomlinson (NZL) Javed Shaikh (IND) |
| Ockenden 19' Wickham 29' Zalewski 56' Mitton 59' | verslag | Jackson 20' Wallace 31' Shipperley 44' Ansell 45' | Sydney Olympic Park Hockey Centre, Sydney Scheidsrechters: David Tomlinson (NZL) Javed Shaikh (IND) |
| Shoot-out                                        |         |                                                   | Sydney Olympic Park Hockey Centre, Sydney Scheidsrechters: David Tomlinson (NZL) Javed Shaikh (IND) |
| Swann Whetton Harvie Ogilvie                     | 3–1     | Forsyth Sorsby Roper Wallace                      | Sydney Olympic Park Hockey Centre, Sydney Scheidsrechters: David Tomlinson (NZL) Javed Shaikh (IND) |

| 1 februari 2020 19:30 |         |                                                       |                                                                                                 |
| Nieuw-Zeeland         | 2–6     | België                                                | North Harbour Hockey Stadium, Auckland Scheidsrechters: Adam Kearns (AUS) Aleisha Neumann (AUS) |
| Muir 17', 41'         | verslag | Denayer 3', 5' Boon 7', 52' Dockier 19' De Kerpel 41' | North Harbour Hockey Stadium, Auckland Scheidsrechters: Adam Kearns (AUS) Aleisha Neumann (AUS) |

| 2 februari 2020 15:00                                    |         |                  | |
| Australië                                                | 5–1     | Groot-Brittannië | Sydney Olympic Park Hockey Centre, Sydney Scheidsrechters: Javed Shaikh (IND) David Tomlinson (NZL) |
| Wotherspoon 14' Sharp 19' Craig 29' Brand 45' Mitton 55' | verslag | Taylor 18'       | Sydney Olympic Park Hockey Centre, Sydney Scheidsrechters: Javed Shaikh (IND) David Tomlinson (NZL) |

| 2 februari 2020 17:30 |         |                                      |                                                                                              |
| Nieuw-Zeeland         | 1–3     | België                               | North Harbour Hockey Stadium, Auckland Scheidsrechters: Steve Rogers (AUS) Adam Kearns (AUS) |
| Tarrant 34'           | verslag | Hendrickx 19' Dockier 24' Cosyns 53' | North Harbour Hockey Stadium, Auckland Scheidsrechters: Steve Rogers (AUS) Adam Kearns (AUS) |

| 7 februari 2020 20:30      |         |                                     |                                                                              |
| Argentinië                 | 3–4     | Spanje                              | CeNARD, Buenos Aires Scheidsrechters: Bruce Bale (ENG) Federico García (URU) |
| Casella 5', 26' Tolini 41' | verslag | Oliva 13' Quemada 29', 59' Ruiz 55' | CeNARD, Buenos Aires Scheidsrechters: Bruce Bale (ENG) Federico García (URU) |

| 8 februari 2020 17:00           |         |                              |                                                                                                |
| Nieuw-Zeeland                   | 1–1     | Groot-Brittannië             | North Harbour Hockey Stadium, Auckland Scheidsrechters: Lim Hong-Zhen (SGP) Steve Rogers (AUS) |
| Jenness 43'                     | verslag | Griffiths 56'                | North Harbour Hockey Stadium, Auckland Scheidsrechters: Lim Hong-Zhen (SGP) Steve Rogers (AUS) |
| Shoot-out                       |         |                              | North Harbour Hockey Stadium, Auckland Scheidsrechters: Lim Hong-Zhen (SGP) Steve Rogers (AUS) |
| Jenness S. Child Thomas Edwards | 3–1     | Calnan Ansell Griffiths Ames | North Harbour Hockey Stadium, Auckland Scheidsrechters: Lim Hong-Zhen (SGP) Steve Rogers (AUS) |

| 8 februari 2020 17:00    |         |             |                                                                                          |
| India                    | 2–1     | België      | Kalinga Stadium, Bhubaneswar Scheidsrechters: David Tomlinson (NZL) Coen van Bunge (NED) |
| Mandeep 2' Ramandeep 46' | verslag | Boccard 33' | Kalinga Stadium, Bhubaneswar Scheidsrechters: David Tomlinson (NZL) Coen van Bunge (NED) |

| 8 februari 2020 20:30                             |         |             |                                                                              |
| Argentinië                                        | 5–1     | Spanje      | CeNARD, Buenos Aires Scheidsrechters: Federico García (URU) Bruce Bale (ENG) |
| Ferreiro 9' Vila 32' Tolini 38' Martínez 42', 46' | verslag | Quemada 22' | CeNARD, Buenos Aires Scheidsrechters: Federico García (URU) Bruce Bale (ENG) |

| 9 februari 2020 15:00 |         |                           |                                                                                                |
| Nieuw-Zeeland         | 0–3     | Groot-Brittannië          | North Harbour Hockey Stadium, Auckland Scheidsrechters: Steve Rogers (AUS) Lim Hong-Zhen (SGP) |
|                       | verslag | Dixon 14', 55' Ansell 50' | North Harbour Hockey Stadium, Auckland Scheidsrechters: Steve Rogers (AUS) Lim Hong-Zhen (SGP) |

| 9 februari 2020 17:00 |         |                                           |                                                                                            |
| India                 | 2–3     | België                                    | Kalinga Stadium, Bhubaneswar Scheidsrechters: Coen van Bunge (NED) Gareth Greenfield (NZL) |
| Vivek 15' Amit 17'    | verslag | Hendrickx 3' De Kerpel 17' Plennevaux 26' | Kalinga Stadium, Bhubaneswar Scheidsrechters: Coen van Bunge (NED) Gareth Greenfield (NZL) |

| 15 februari 2020 18:00          |         |                               |                                                                              |
| Argentinië                      | 2–2     | Nederland                     | CeNARD, Buenos Aires Scheidsrechters: Steve Rogers (AUS) Jakub Mejzlík (CZE) |
|                                 | verslag |                               | CeNARD, Buenos Aires Scheidsrechters: Steve Rogers (AUS) Jakub Mejzlík (CZE) |
| Shoot-out                       |         |                               | CeNARD, Buenos Aires Scheidsrechters: Steve Rogers (AUS) Jakub Mejzlík (CZE) |
| Keenan Domene Ferreiro Mazzilli | 1–3     | Hertzberger Schuurman De Geus | CeNARD, Buenos Aires Scheidsrechters: Steve Rogers (AUS) Jakub Mejzlík (CZE) |

| 15 februari 2020 19:30 |         |                                        |                                                                                                 |
| Nieuw-Zeeland          | 1–4     | Spanje                                 | Nga Puna Wai Hockey Stadium, Christchurch Scheidsrechters: Adam Kearns (AUS) Javed Shaikh (IND) |
| Russell 42'            | verslag | Oliva 12' Beltrán 23', 42' Quemada 51' | Nga Puna Wai Hockey Stadium, Christchurch Scheidsrechters: Adam Kearns (AUS) Javed Shaikh (IND) |

| 16 februari 2020 17:30       |         |                          |                                                                                                 |
| Nieuw-Zeeland                | 3–2     | Spanje                   | Nga Puna Wai Hockey Stadium, Christchurch Scheidsrechters: Javed Shaikh (IND) Adam Kearns (AUS) |
| Russell 16', 56' Edwards 38' | verslag | Iglesias 44' Quemada 60' | Nga Puna Wai Hockey Stadium, Christchurch Scheidsrechters: Javed Shaikh (IND) Adam Kearns (AUS) |

| 16 februari 2020 18:00           |         |                                             |                                                                              |
| Argentinië                       | 2–2     | Nederland                                   | CeNARD, Buenos Aires Scheidsrechters: Jakub Mejzlík (CZE) Steve Rogers (AUS) |
| Vila 3' Mazzilli 21'             | verslag | Pruyser 30' Kemperman 56'                   | CeNARD, Buenos Aires Scheidsrechters: Jakub Mejzlík (CZE) Steve Rogers (AUS) |
| Shoot-out                        |         |                                             | CeNARD, Buenos Aires Scheidsrechters: Jakub Mejzlík (CZE) Steve Rogers (AUS) |
| Ortiz Vila Rey Martínez Mazzilli | 3–4     | Hertzberger Van Ass De Geus Van Dam Pruyser | CeNARD, Buenos Aires Scheidsrechters: Jakub Mejzlík (CZE) Steve Rogers (AUS) |

| 21 februari 2020 19:00    |         |                                                   |                                                                                       |
| India                     | 3–4     | Australië                                         | Kalinga Stadium, Bhubaneswar Scheidsrechters: Simon Taylor (NZL) Coen van Bunge (NED) |
| Raj 36', 47' Rupinder 52' | verslag | Wotherspoon 6' Wickham 18' Sharp 41' Anderson 42' | Kalinga Stadium, Bhubaneswar Scheidsrechters: Simon Taylor (NZL) Coen van Bunge (NED) |

| 22 februari 2020 19:00       |         |                             |                                                                                           |
| India                        | 2–2     | Australië                   | Kalinga Stadium, Bhubaneswar Scheidsrechters: Rawi Anbananthan (MAS) Coen van Bunge (NED) |
| Rupinder 25' Harmanpreet 27' | verslag | Mitton 23' Zalewski 46'     | Kalinga Stadium, Bhubaneswar Scheidsrechters: Rawi Anbananthan (MAS) Coen van Bunge (NED) |
| Shoot-out                    |         |                             | Kalinga Stadium, Bhubaneswar Scheidsrechters: Rawi Anbananthan (MAS) Coen van Bunge (NED) |
| Harmanpreet Vivek Lalit      | 3–1     | Beale Brand Ephraums Harvie | Kalinga Stadium, Bhubaneswar Scheidsrechters: Rawi Anbananthan (MAS) Coen van Bunge (NED) |

| 28 februari 2020 17:30                                   |         |                            |                                                                                                  |
| Nieuw-Zeeland                                            | 5–3     | Argentinië                 | Nga Puna Wai Hockey Stadium, Christchurch Scheidsrechters: Peter Wright (RSA) Steve Rogers (AUS) |
| Lane 5' Thomas 32' J. Panchia 48' Bennett 51' Newman 55' | verslag | Casella 9' Tolini 33', 49' | Nga Puna Wai Hockey Stadium, Christchurch Scheidsrechters: Peter Wright (RSA) Steve Rogers (AUS) |

| 1 maart 2020 15:00 |         |                                 |                                                                                                  |
| Nieuw-Zeeland      | 2–3     | Argentinië                      | Nga Puna Wai Hockey Stadium, Christchurch Scheidsrechters: Peter Wright (RSA) Steve Rogers (AUS) |
| Lane 20', 49'      | verslag | Tolini 5' Ortiz 37' Casella 44' | Nga Puna Wai Hockey Stadium, Christchurch Scheidsrechters: Peter Wright (RSA) Steve Rogers (AUS) |

| 6 maart 2020 20:30              |         |                                      |                                                                                         |
| Australië                       | 3–3     | Argentinië                           | Perth Hockey Stadium, Perth Scheidsrechters: Gareth Greenfield (NZL) Peter Wright (RSA) |
| Hayward 4' Wickham 8' Welch 52' | verslag | Ferreiro 11' Tolini 20' Martínez 39' | Perth Hockey Stadium, Perth Scheidsrechters: Gareth Greenfield (NZL) Peter Wright (RSA) |
| Shoot-out                       |         |                                      | Perth Hockey Stadium, Perth Scheidsrechters: Gareth Greenfield (NZL) Peter Wright (RSA) |
| Ogilvie Wickham Simmonds Swann  | 1–3     | Ibarra Vila Ortiz                    | Perth Hockey Stadium, Perth Scheidsrechters: Gareth Greenfield (NZL) Peter Wright (RSA) |

| 7 maart 2020 18:30                                  |         |            |                                                                                         |
| Australië                                           | 5–1     | Argentinië | Perth Hockey Stadium, Perth Scheidsrechters: Gareth Greenfield (NZL) Peter Wright (RSA) |
| Simmonds 10' Govers 24', 30' Wickham 44' Mitton 49' | verslag | Tolini PC' | Perth Hockey Stadium, Perth Scheidsrechters: Gareth Greenfield (NZL) Peter Wright (RSA) |

| 22 september 2020 18:00 |         |                                                                    |                                                                                       |
| Duitsland               | 1–6     | België                                                             | Düsseldorfer HC, Düsseldorf Scheidsrechters: Martin Madden (SCO) Marcin Grochal (POL) |
| Windfeder 44'           | verslag | Boccard 26' Hendrickx 33', 60' Ghislain 34' De Kerpel 36' Kina 57' | Düsseldorfer HC, Düsseldorf Scheidsrechters: Martin Madden (SCO) Marcin Grochal (POL) |

| 23 september 2020 18:00    |         |                                               |                                                                                       |
| Duitsland                  | 1–1     | België                                        | Düsseldorfer HC, Düsseldorf Scheidsrechters: Marcin Grochal (POL) Martin Madden (SCO) |
| Fuchs 24'                  | verslag | Luypaert 49'                                  | Düsseldorfer HC, Düsseldorf Scheidsrechters: Marcin Grochal (POL) Martin Madden (SCO) |
| Shoot-out                  |         |                                               | Düsseldorfer HC, Düsseldorf Scheidsrechters: Marcin Grochal (POL) Martin Madden (SCO) |
| Rühr Hauke Grambusch Große | 1–0     | Wegnez Denayer Cosyns A. Van Doren De Sloover | Düsseldorfer HC, Düsseldorf Scheidsrechters: Marcin Grochal (POL) Martin Madden (SCO) |

| 27 oktober 2020 19:00 |         |                  |                                                                                         |
| Nederland             | 1–0     | Groot-Brittannië | Wagenerstadion, Amstelveen Scheidsrechters: Laurine Delforge (BEL) Coen van Bunge (NED) |
| Wortelboer 30'        | verslag |                  | Wagenerstadion, Amstelveen Scheidsrechters: Laurine Delforge (BEL) Coen van Bunge (NED) |

| 29 oktober 2020 19:00                   |         |                  |                                                                                           |
| Nederland                               | 3–1     | Groot-Brittannië | Wagenerstadion, Amstelveen Scheidsrechters: Laurine Delforge (BEL) Jonas van 't Hek (NED) |
| Van der Weerden 9' Hertzberger 47', 48' | verslag | Roper 30'        | Wagenerstadion, Amstelveen Scheidsrechters: Laurine Delforge (BEL) Jonas van 't Hek (NED) |

| 31 oktober 2020 16:30             |         |                      |                                                                                         |
| België                            | 3–2     | Groot-Brittannië     | Royal Uccle Sport, Brussel Scheidsrechters: Laurine Delforge (BEL) Coen van Bunge (NED) |
| Hendrickx 27' Boon 33' Dohmen 59' | verslag | Roper 30' Waller 42' | Royal Uccle Sport, Brussel Scheidsrechters: Laurine Delforge (BEL) Coen van Bunge (NED) |

| 1 november 2020 16:30    |         |                  |                                                                                           |
| België                   | 2–1     | Groot-Brittannië | Royal Uccle Sport, Brussel Scheidsrechters: Laurine Delforge (BEL) Jonas van 't Hek (NED) |
| Dohmen 18' Hendrickx 30' | verslag | Condon 10'       | Royal Uccle Sport, Brussel Scheidsrechters: Laurine Delforge (BEL) Jonas van 't Hek (NED) |

| 4 november 2020 18:00                          |         |                                                    |                                                                                         |
| België                                         | 4–4     | Nederland                                          | Royal Uccle Sport, Brussel Scheidsrechters: Coen van Bunge (NED) Laurine Delforge (BEL) |
| Hendrickx 8', 51' Plennevaux 36' Van Aubel 50' | verslag | Hertzberger 8' Brinkman 13' Janssen 37' Bakker 52' | Royal Uccle Sport, Brussel Scheidsrechters: Coen van Bunge (NED) Laurine Delforge (BEL) |
| Shoot-out                                      |         |                                                    | Royal Uccle Sport, Brussel Scheidsrechters: Coen van Bunge (NED) Laurine Delforge (BEL) |
| Gougnard Van Aubel Cosyns                      | 3–1     | Croon Pruyser Hertzberger Van Ass                  | Royal Uccle Sport, Brussel Scheidsrechters: Coen van Bunge (NED) Laurine Delforge (BEL) |

| 5 februari 2021 11:00   |         |                            |                                                                                       |
| Spanje                  | 2–3     | België                     | Estadio Betero, Valencia Scheidsrechters: Francisco Vázquez (ESP) Jakub Mejzlík (CZE) |
| Alegre 15' Lleonart 44' | verslag | Dockier 8', 51' Briels 14' | Estadio Betero, Valencia Scheidsrechters: Francisco Vázquez (ESP) Jakub Mejzlík (CZE) |

| 6 februari 2021 13:00 |         |                            |                                                                                       |
| Spanje                | 0–2     | België                     | Estadio Betero, Valencia Scheidsrechters: Francisco Vázquez (ESP) Jakub Mejzlík (CZE) |
|                       | verslag | Gougnard 10' Hendrickx 18' | Estadio Betero, Valencia Scheidsrechters: Francisco Vázquez (ESP) Jakub Mejzlík (CZE) |

| 6 maart 2021 16:30         |         |                                              |                                                                                         |
| Nederland                  | 2–4     | Duitsland                                    | Wagenerstadion, Amstelveen Scheidsrechters: Laurine Delforge (BEL) Coen van Bunge (NED) |
| Janssen 7' Hertzberger 58' | verslag | Staib 18' Kaufmann 25' Miltkau 39' Staib 53' | Wagenerstadion, Amstelveen Scheidsrechters: Laurine Delforge (BEL) Coen van Bunge (NED) |

| 7 maart 2021 16:30 |         |                                |                                                                                           |
| Nederland          | 1–3     | Duitsland                      | Wagenerstadion, Amstelveen Scheidsrechters: Laurine Delforge (BEL) Jonas van 't Hek (NED) |
| Van Ass 38'        | verslag | Weigand 11', 51' Grambusch 59' | Wagenerstadion, Amstelveen Scheidsrechters: Laurine Delforge (BEL) Jonas van 't Hek (NED) |

| 3 april 2021 14:30 |         |                            |                                                                                     |
| Argentinië         | 2–3     | Duitsland                  | CeNARD, Buenos Aires Scheidsrechters: Diego Barbas (ARG) Germán Montes de Oca (ARG) |
| Tolini 12', 32'    | verslag | Rühr 8' Gill 29' Staib 56' | CeNARD, Buenos Aires Scheidsrechters: Diego Barbas (ARG) Germán Montes de Oca (ARG) |

| 4 april 2021 14:30 |         |                                |                                                                                     |
| Argentinië         | 0–3     | Duitsland                      | CeNARD, Buenos Aires Scheidsrechters: Germán Montes de Oca (ARG) Diego Barbas (ARG) |
|                    | verslag | Rühr 25' Zwicker 38' Staib 46' | CeNARD, Buenos Aires Scheidsrechters: Germán Montes de Oca (ARG) Diego Barbas (ARG) |

| 10 april 2021 17:00                 |         |                                              |                                                                                              |
| Argentinië                          | 2–2     | India                                        | CeNARD, Buenos Aires Scheidsrechters: Germán Montes de Oca (ARG) Carolina de la Fuente (ARG) |
| Ferreiro 28', 30'                   | verslag | Harmanpreet 21', 60'                         | CeNARD, Buenos Aires Scheidsrechters: Germán Montes de Oca (ARG) Carolina de la Fuente (ARG) |
| Shoot-out                           |         |                                              | CeNARD, Buenos Aires Scheidsrechters: Germán Montes de Oca (ARG) Carolina de la Fuente (ARG) |
| Keenan Martínez Vila Ferreiro Ortiz | 2–3     | Harmanpreet Lalit Rupinder Shamsher Dilpreet | CeNARD, Buenos Aires Scheidsrechters: Germán Montes de Oca (ARG) Carolina de la Fuente (ARG) |

| 11 april 2021 17:00 |         |                                       |                                                                                        |
| Argentinië          | 0–3     | India                                 | CeNARD, Buenos Aires Scheidsrechters: Germán Montes de Oca (ARG) Irene Presenqui (ARG) |
|                     | verslag | Harmanpreet 11' Lalit 25' Mandeep 58' | CeNARD, Buenos Aires Scheidsrechters: Germán Montes de Oca (ARG) Irene Presenqui (ARG) |

| 12 mei 2021 17:30                                      |         |                                   | |
| Groot-Brittannië                                       | 5–3     | Duitsland                         | Lee Valley Hockey and Tennis Centre, Londen Scheidsrechters: Martin Madden (SCO) Paul Walker (ENG) |
| Ansell 9' Creed 13' Roper 20' Griffiths 24' Martin 32' | verslag | Röthlander 1' Prinz 20' Dösch 28' | Lee Valley Hockey and Tennis Centre, Londen Scheidsrechters: Martin Madden (SCO) Paul Walker (ENG) |

| 13 mei 2021 17:30                        |         |            | |
| Groot-Brittannië                         | 3–1     | Duitsland  | Lee Valley Hockey and Tennis Centre, Londen Scheidsrechters: Paul Walker (ENG) Martin Madden (SCO) |
| Griffiths 24' Forsyth 29' Shipperley 54' | verslag | Wellen 58' | Lee Valley Hockey and Tennis Centre, Londen Scheidsrechters: Paul Walker (ENG) Martin Madden (SCO) |

| 22 mei 2021 13:00            |         |                          | |
| Groot-Brittannië             | 2–2     | Spanje                   | Lee Valley Hockey and Tennis Centre, Londen Scheidsrechters: Hannah Harrison (ENG) Dan Barstow (ENG) |
| Ansell 24' Shipperley 60'    | verslag | Iglesias 6' Basterra 9'  | Lee Valley Hockey and Tennis Centre, Londen Scheidsrechters: Hannah Harrison (ENG) Dan Barstow (ENG) |
| Shoot-out                    |         |                          | Lee Valley Hockey and Tennis Centre, Londen Scheidsrechters: Hannah Harrison (ENG) Dan Barstow (ENG) |
| Ansell Dixon Forsyth Wallace | 1–3     | Miralles Alegre Lleonart | Lee Valley Hockey and Tennis Centre, Londen Scheidsrechters: Hannah Harrison (ENG) Dan Barstow (ENG) |

| 23 mei 2021 12:00   |         |        | |
| Groot-Brittannië    | 2–0     | Spanje | Lee Valley Hockey and Tennis Centre, Londen Scheidsrechters: Dan Barstow (ENG) Hannah Harrison (ENG) |
| Shipperley 28', 41' | verslag |        | Lee Valley Hockey and Tennis Centre, Londen Scheidsrechters: Dan Barstow (ENG) Hannah Harrison (ENG) |

| 30 mei 2021 16:30 |         |                                                     |                                                                                         |
| België            | 0–4     | Nederland                                           | Wilrijkse Plein, Antwerpen Scheidsrechters: Coen van Bunge (NED) Jonas van 't Hek (NED) |
|                   | verslag | Bovendeert 18' Pruyser 29' Van Ass 35' Brinkman 38' | Wilrijkse Plein, Antwerpen Scheidsrechters: Coen van Bunge (NED) Jonas van 't Hek (NED) |

| 26 juni 2021 12:30                                                       |         |                                 |                                                                                   |
| Australië                                                                | 7–3     | Nieuw-Zeeland                   | Perth Hockey Stadium, Perth Scheidsrechters: Adam Kearns (AUS) Peter Wright (RSA) |
| Ogilvie 11' Mitton 17' Hayward 20', 40' Govers 38' Whetton 52' Brand 56' | verslag | Lane 21' Jenness 34' Wilson 41' | Perth Hockey Stadium, Perth Scheidsrechters: Adam Kearns (AUS) Peter Wright (RSA) |

| 27 juni 2021 12:30      |         |               |                                                                                   |
| Australië               | 2–0     | Nieuw-Zeeland | Perth Hockey Stadium, Perth Scheidsrechters: Peter Wright (RSA) Adam Kearns (AUS) |
| Ephraums 11' Govers 40' | verslag |               | Perth Hockey Stadium, Perth Scheidsrechters: Peter Wright (RSA) Adam Kearns (AUS) |

| Afgelast         |         |       |  |
| Groot-Brittannië | –       | India |  |
|                  | verslag |       |  |

| Afgelast         |         |       |  |
| Groot-Brittannië | –       | India |  |
|                  | verslag |       |  |

| Afgelast         |         |            |  |
| Groot-Brittannië | –       | Argentinië |  |
|                  | verslag |            |  |

| Afgelast |         |           |  |
| Spanje   | –       | Australië |  |
|          | verslag |           |  |

| Afgelast         |         |            |  |
| Groot-Brittannië | –       | Argentinië |  |
|                  | verslag |            |  |

| Afgelast |         |           |  |
| Spanje   | –       | Australië |  |
|          | verslag |           |  |

| Afgelast |         |       |  |
| Spanje   | –       | India |  |
|          | verslag |       |  |

| Afgelast |         |       |  |
| Spanje   | –       | India |  |
|          | verslag |       |  |

| Afgelast  |         |               |  |
| Nederland | –       | Nieuw-Zeeland |  |
|           | verslag |               |  |

| Afgelast  |         |               |  |
| Nederland | –       | Nieuw-Zeeland |  |
|           | verslag |               |  |

| Afgelast  |         |               |  |
| Duitsland | –       | Nieuw-Zeeland |  |
|           | verslag |               |  |

| Afgelast  |         |               |  |
| Duitsland | –       | Nieuw-Zeeland |  |
|           | verslag |               |  |

| Afgelast  |         |       |  |
| Duitsland | –       | India |  |
|           | verslag |       |  |

| Afgelast |         |            |  |
| België   | –       | Argentinië |  |
|          | verslag |            |  |

| Afgelast  |         |       |  |
| Duitsland | –       | India |  |
|           | verslag |       |  |

| Afgelast |         |            |  |
| België   | –       | Argentinië |  |
|          | verslag |            |  |

| Afgelast  |         |           |  |
| Nederland | –       | Australië |  |
|           | verslag |           |  |

| Afgelast  |         |           |  |
| Nederland | –       | Australië |  |
|           | verslag |           |  |

| Afgelast  |         |           |  |
| Duitsland | –       | Australië |  |
|           | verslag |           |  |

| Afgelast |         |               |  |
| India    | –       | Nieuw-Zeeland |  |
|          | verslag |               |  |

| Afgelast  |         |           |  |
| Duitsland | –       | Australië |  |
|           | verslag |           |  |

| Afgelast |         |               |  |
| India    | –       | Nieuw-Zeeland |  |
|          | verslag |               |  |

## Eindstand
| Pos. | Team             |
| ---- | ---------------- |
| 1    | België           |
| 2    | Australië        |
| 3    | Duitsland        |
| 4    | India            |
| 5    | Nederland        |
| 6    | Groot-Brittannië |
| 7    | Argentinië       |
| 8    | Nieuw-Zeeland    |
| 9    | Spanje           |

## Uitzendrechten
In Nederland was de Hockey Pro League te zien de rechtenhouder Ziggo Sport, die zowel de rechten van het mannen- als het vrouwentoernooi in handen had. Ziggo Sport zond alle wedstrijden van het Nederlandse mannenteam live uit op kanaal 14 van Ziggo Sport (gratis beschikbaar voor klanten van tv-aanbieder Ziggo) en op betaalzender Ziggo Sport Totaal.